# Lusseray
Lusseray – miejscowość i gmina we Francji, w regionie Nowa Akwitania, w departamencie Deux-Sèvres.
Według danych na rok 1990 gminę zamieszkiwało 180 osób, a gęstość zaludnienia wynosiła 22 osoby/km² (wśród 1467 gmin regionu Poitou-Charentes Lusseray plasuje się na 815. miejscu pod względem liczby ludności, natomiast pod względem powierzchni na miejscu 931.).